# Јелена Лакапина
Јелена Лакапина (око 910. - 19. септембар 961.) је била византијска царица, супруга Константина VII Порфирогенита (913-959). 

## Биографија
Након смрти Лава VI Мудрог (912) и његовог брата Александра (913), на престо је дошао Лавов син Константин VII. Пошто је имао само седам година, власт је преузело намесништво на челу са патријархом Николом Мистиком. Мистик је био главни регент Византијског царства до 914. године. Збачен је од стране Константинове мајке Зоје Карбонопсине. Зоја је владала уз подршку утицајног Лава Фоке до 919. године. Лав је предводио византијску војску у низу изгубљених битака против Симеона I (Византијско-бугарски ратови). У државном удару из 919. године Зоја је збачена са власт од стране Романа Лакапина, друнгарија флоте. Роман је организовао склапање брака између своје ћерке Јелене и Константина како би обезбедио легитимитет своје династије. О Романовој владавини пише анонимни Теофанов Настављач. Према његовој хроници, брак је склопљен априла или маја 919. године. Константин је тада имао четрнаест година. Настављач не бележи колико је Јелена имала година, али је и она била малолетна. Константин и Јелена нису имали децу до 930-тих година. Роман је проглашен базилеопатором ("оцем цара") након склапања брака. Септембра 920. године проглашен је цезаром, а 17. децембра крунисан за савладара. Јеленина мајка Теодора крунисана је за августу (царицу) јануара 921. године. Јеленин брат Христифор Лакапин проглашен је за савладара 921. године. Оженио се Софијом, ћерком магистра Никите. Софија је 922. године крунисана за царицу. Имали су троје деце. Роман је и двојицу млађих синова, Стефана и Константина, крунисао за савладаре. Стефан је био ожењен Аном, ћерком Габала. Нису имали деце. Константин Лакапин је од 939. године ожењен Јеленом, ћерком патрикија Хадријана. Она је умрла 940. године, а Константин се оженио Егејом Мамом исте године. Роман је 944. године одредио Константина Порфиротенита за наследника уместо својих синова. Стефан и Константин дижу побуну и затварају оца. Порфирогенит је 945. године угушио побуну. Браћа Лакапин послата су у изгнанство, а Порфирогенит је остао једини цар. Јелена је сада била једина царица. Константин Порфирогенит се посветио науци, препуштајући власт бирократама, генералима и жени Јелени. 

## Потомство
Константин и Јелена имали су седморо деце:
- Лав, умро млад
- Роман II (959-963)
- Зоја
- Теодора, удата за Јована I Цимискија
- Агата, монахиња
- Егеја, монахиња
- Ана, монахиња

Јелена је надживела свог мужа који је умро 959. године. Дочекала је владавину свога сина Романа II (959-963). Умрла је 19. септембра 961. године. Датум бележи Теофанов Настављач. 